# Olena Muravyova
Pour les articles homonymes, voir Mouraviov.
Olena Oleksandrivna Muravyova (ukrainien : Муравйова Олена Олександрівна) est une chanteuse d'opéra et professeur de chant ukrainienne née le 22 mai 1867 (3 juin) à Kharkiv et décède le 11 mars ou le 11 novembre 1939 à Kiev.

## Biographie
Olena Muravyova naît dans une famille de musiciens. À l'âge de 16 ans, elle étudie le chant et sait jouer du violon et du piano. De 1886 à 1888, elle étudie au conservatoire de Moscou. De 1890 à 1901, elle devient soliste dans le théâtre Bolchoï à Moscou. À partir de 1900, elle devient professeur de chant en Ukraine et instruit plusieurs chanteurs, parmi lesquels Miliza Korjus, Ivan Kozlovski, Zoïa Gaïdaï, Larissa Roudenko et Elena Petliach.  Au fil des années, elle a gardé un contact avec Mykola Lyssenko, Boris Liatochinski, Viktor Kossenko, Lev Révoutsky et d'autres compositeurs.
En 1901, elle travaille au collège de musique d'Iekaterinoslav. De 1906 à 1920, elle enseigne dans l'Université nationale Karpenko-Kary. À partir de 1934 - à l'Académie de musique Tchaïkovski de Kiev.
Olena Muravyova décède 11 novembre 1939 à Kiev. Elle est enterrée au cimetière Baïkov.